# Kamov Ka-52
Kamov Ka-52 Alligator (tiếng Nga: Аллигатор, n.đ. 'Cá sấu', tên mã NATO: Hokum B) là một máy bay trực thăng quân sự hai chỗ ngồi của Nga. được xem là một phiên bản hai chỗ ngồi của loại Kamov Ka-50.
Ka-52 là loại trực thăng tấn công hoạt động trong mọi thời tiết, cả ban ngày lẫn ban đêm, có khả năng tấn công và tiêu diệt các loại mục tiêu mặt đất (bọc thép lẫn không bọc thép), máy bay (bay tốc độ chậm), tiêu diệt sinh lực địch ở tiền tuyến lẫn ở nơi đóng quân của các đơn vị dự bị, thực hiện các nhiệm vụ trinh sát, định vị mục tiêu, hỗ trợ cho các đơn vị mặt đất và phối hợp hoạt động của các trực thăng quân sự khác.

## Lịch sử

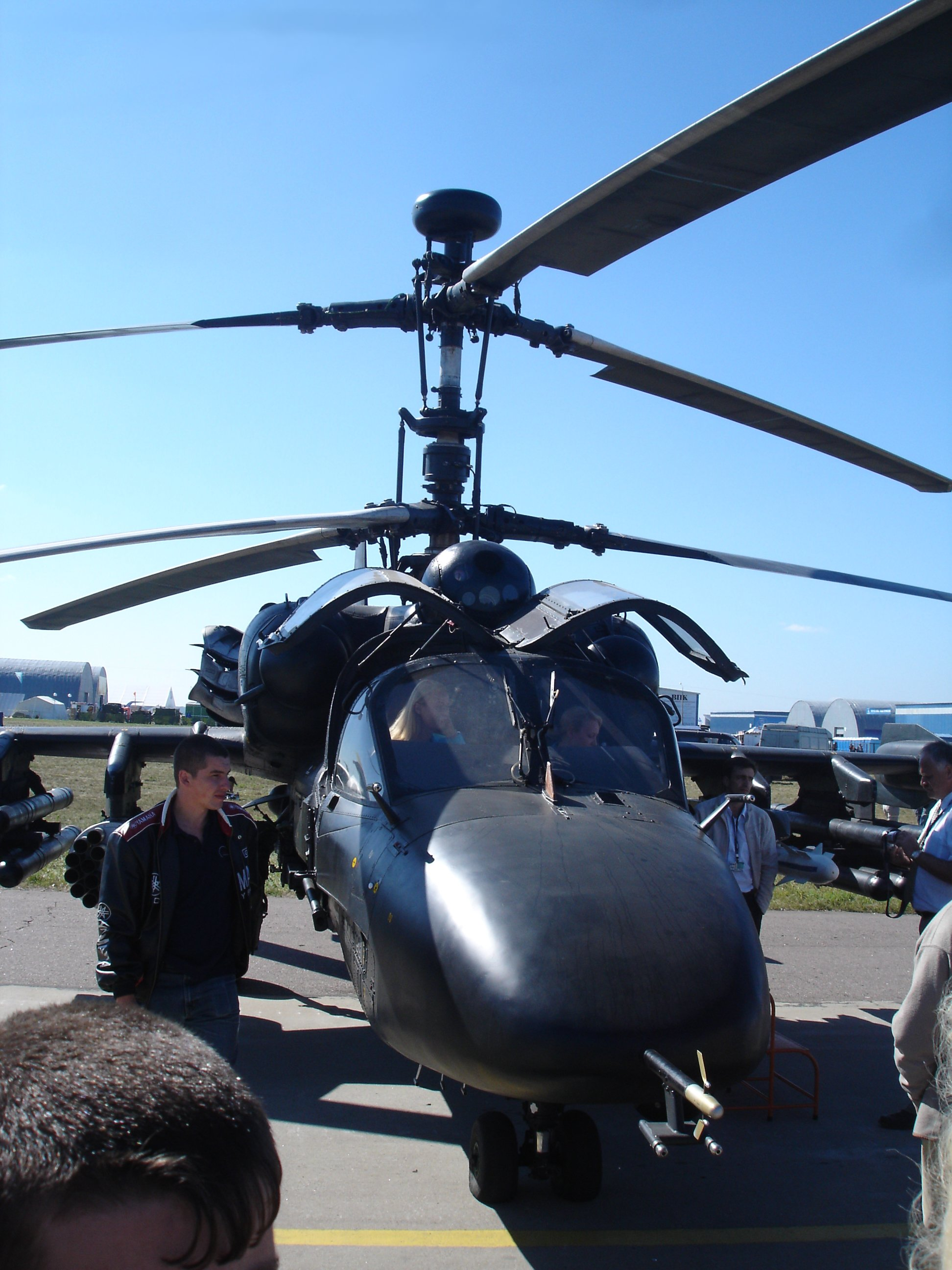
Mẫu thử nghiệm Ka-52 tại MAKS-2005

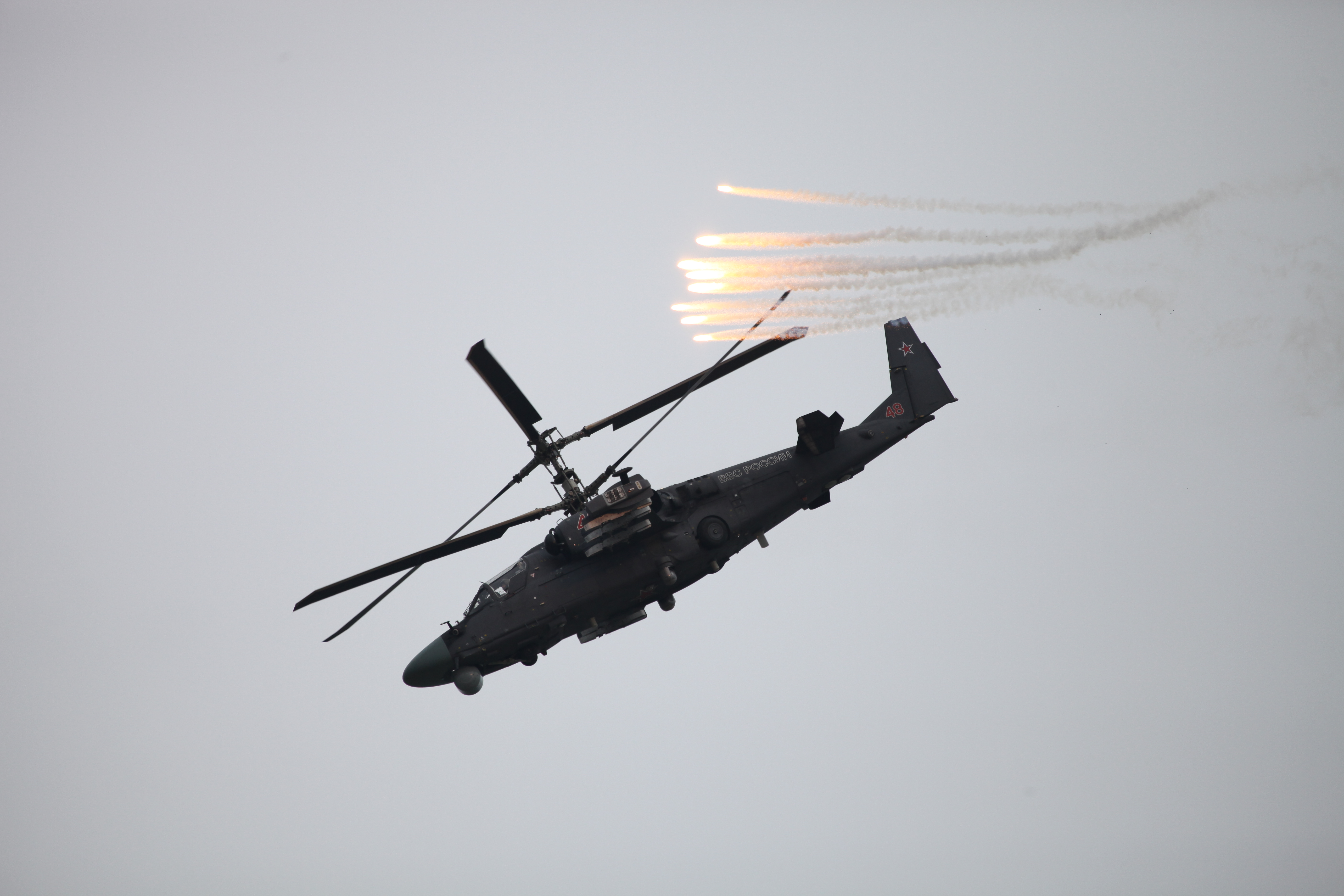
Ka-52 tại triển lãm MAKS-2013

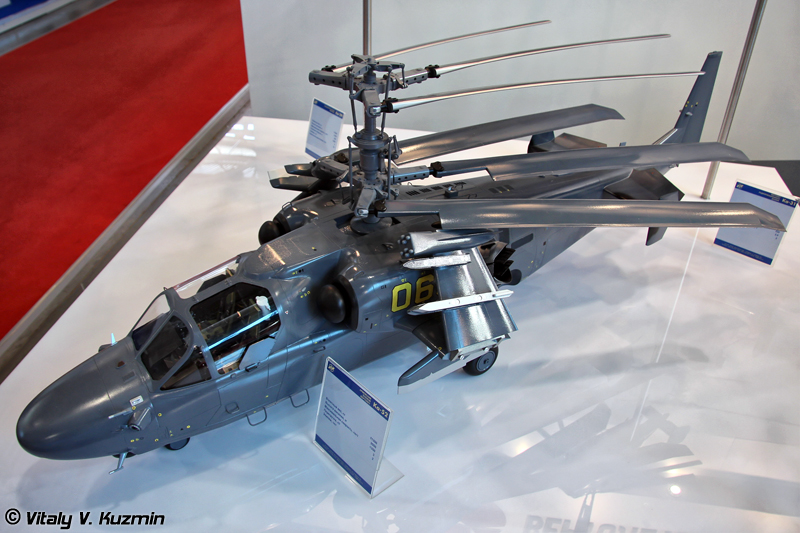
Ka-52K

Trong đầu thập niên 1980, khi các thử nghiệm so sánh về hai mẫu trực thăng V-80 (phiên bản thử nghiệm của Ka-50) và Mi-28 vẫn còn đang thực hiện, phòng thiết kế Kamov đã đề xuất một sự án thiết kế một loại trực thăng chuyên dùng trong việc trinh sát, định vị mục tiêu, hỗ trợ và phối hợp với các trực thăng tấn công chủ lực. Tuy nhiên, những khó khăn về kinh tế từ cuối những năm 1980 khiến kế hoạch này gặp nhiều trở ngại và để tiết kiệm chi phí, thay vì thiết kế một mẫu hoàn toàn mới, Kamov đã chọn phương án cải sửa thiết kế Ka-50 có sẵn để tích hợp các hệ thống do thám và xác định mục tiêu. Phiên bản Ka-50 cải sửa này yêu cầu phải có thêm một phi công đảm nhiệm công tác vận hành các thiết bị do thám đó, và Kamov đã thiết kế lại buồng lái từ một chỗ ngồi thành hai chỗ ngồi bên cạnh nhau, kiểu buồng lái này được kiểm chứng là giúp cải thiện sự tương tác và phối hợp giữa hai phi công với nhau. Phiên bản cải sửa hai chỗ ngồi này về sau được đặt cho cái tên chính thức là Ka-52.
Mẫu thử nghiệm của Ka-52 thực hiện chuyến bay đầu tiên vào ngày 25 tháng 6 năm 1997, đây là một phiên bản chuyển đổi từ mô hình Ka-50 trước đó. Buổi bay kiểm tra đầu tiên được thực hiện ngày 27 tháng 6 năm 2007 tại thành phố Arsenyev thuộc tỉnh Primorsky Krai, trên sân bay của nhà máy "Tiến bộ". Hai chiếc Ka-52 ra lò trong tháng đó mang số đuôi "062" và "063". Năm 2009, 3 chiếc mang sô đuôi 51, 52, 53 cũng được chế tạo phục vụ cho quá trình thử nghiệm. 4 chiếc khác được chế tạo vào năm 2010.
Ka-52 vượt qua giai đoạn 1 của quá trình thử nghiệm cấp quốc gia vào tháng 11 năm 2008, nhưng thử nghiệm giai đoạn 2 năm 2010 đã không thành công. Đến năm 2011 thì giai đoạn 2 đã hoàn tất. Tháng 5 năm đó, Ka-52 chính thức được phiên chế vào quân đội Nga.
Tháng 6 năm 2011, lãnh đạo Rosoboronexport Anatoliy Isaykin đã công bố trong buổi triển lãm hàng không Le Bourget ở Paris (còn gọi là Paris Air Show) rằng Ka-52 sẽ được triển khai trên các tàu đổ bộ tấn công Mistral mà Nga mua của Pháp để trang bị cho Hải quân đánh bộ Nga Ngày 26 tháng 6 cùng năm, lãnh đạo Phòng thiết kế Kamov Sergey Viktorovich Mikheyev cống bố kế hoạch sản xuất và thử nghiệm lô trực thăng Ka-52 và Ka-29 triển khai trên tàu Mistral vào năm 2014. 9 trực thăng Ka-52 đầu tiên của lô này - tổng trị giá vào khoảng 9,504 tỉ rúp chưa tính thuế - đã được bàn giao trong năm 2011. 4 trong số đó có trang bị rađa "Arbalet".
Ngày 31 tháng 8 năm 2011, một hợp đồng giữa Vertoloty Rossii (công ty sản xuất trực thăng Kamov và Mil cho quân đội Nga) và Oboronprom được ký kết, trong đó quy định 140 chiếc Ka-52 trị giá 120 tỉ Mỹ kim sẽ được sản xuất cho đến năm 2020. Hợp đồng không nói rõ một phần số trực thăng này sẽ được phiên chế cho Hải quân đánh bộ, hay là trực thăng cho Hải quân sẽ được sản xuất theo một hợp đồng riêng. Tháng 3 năm 2012, Giám đốc điều hành Andrey Reus của Oboronprom xác nhận hợp đồng đã ký hồi năm 2011 và tuyên bố Bộ Quốc phòng Nga đã ký một hợp đồng dài hạn nhằm cung cấp 140 trực thăng Ka-52 cho quân đội. Ngày 8 tháng 7 cùng năm, người phát ngôn của Vertoloty Rossii là Roman Kirillov thông báo rằng phiên bản Ka-52K dành riêng cho hải quân đã bắt đầu được sản xuất và chúng sẽ được triển khai trên tàu khu trục Mistral. Ngày 8 tháng 4 năm 2014, Bộ Quốc phòng Nga ký hợp đồng sản xuất 32 trực thăng Ka-52K cho hải quân, chúng sẽ được triển khai cùng các trực thăng khác trên hai tàu Mistral mà Nga mua của Pháp. Tuy nhiên, sau khi Nga sáp nhập Krym năm 2014, hợp đồng Mistral bị hủy và các Mistral lỡ duyên này được bán cho Ai Cập. Ai Cập đang đàm phán với Nga để mua Ka-52 biên chế trên các tàu Mistral vừa mua.
Trong triển lãm hàng không Le Bourget năm 2013, lãnh đạo Rosoboronexport Aleksandr Mikheyev tuyên bố là đã đạt được một hợp đồng sản xuất Ka-52 với một quốc gia nhưng không nói rõ là quốc gia nào. Tuy nhiên một nguồn tin của Nga và một nhân vật Iraq giấu tên cho biết đó là hợp đồng ký với Iraq vào năm 2012 trị giá khoảng 4 tỉ Mỹ kim, trong đó Nga sẽ chuyển giao một lượng trực thăng Ka-52 và Mi-28NE cho Iraq.

## Hoạt động chiến đấu
Máy bay trực thăng tấn công đa năng Ka-52 của Nga đã tham gia hoạt động chiến đấu ở Syria. Vào ngày 5 tháng 5 năm 2018, một chiếc Ka-52 đã bị rơi gần Mayadin.
Một chiếc Ka-52 đã bị phía Ukraine bắn hạ trên đất Ukraine vào ngày 24 tháng 2 năm 2022, ngay trong ngày đầu tiên.  Đến ngày 2 tháng 3 năm 2022, một chiếc Ka-52 khác của Nga tiếp tục bị bắn hạ trên đất Ukraine. Một chiếc Ka-52 khác của Không quân Nga với số đuôi là RF-13409/74 Red tiếp tục bị lực lượng Ukraine bắn hạ bằng tên lửa phòng không vác vai ở Kherson, Ukraine ngày 12 tháng 3 năm 2022. Máy bay bị phá hủy hoàn toàn.
Vào ngày 25 tháng 10 năm 2022, tình báo Bộ Quốc phòng Anh cho rằng đã có ít nhất 23 tổn thất Ka-52 được xác nhận kể từ khi cuộc xâm lược bắt đầu - gần một phần tám phi đội gồm 196 chiếc Ka-52 và chiếm gần một nửa trong tổng số thiệt hại về máy bay trực thăng của Nga tại Ukraine. Hầu hết Ka-52 đã bị bắn hạ bởi các hệ thống phòng không tầm ngắn hoặc vác vai Đổi lại, những chiếc Ka-52 đã phá hủy hàng trăm xe tăng - xe thiết giáp các loại của Ucraina cũng như tiêu diệt nhiều bộ binh. Hệ thống tác chiến điện tử Vitebsk trên Ka-52 có thể gây nhiễu tên lửa phòng không ở cự ly gần, làm gia tăng đáng kể khả năng sống sót của máy bay.

## Tai nạn
- Tháng 3/2012 sau khi máy bay rơi xuống mặt đất trong một chuyến bay huấn luyện gần Torzhok, vùng Tver làm 2 phi công thiệt mạng.
- Tháng 10/2013 chiếc trực thăng tấn công Ka-52 Alligator đã gặp tai nạn làm nó mất điều khiển và lao xuống quận Vykhino-Zhulebino ở Đông Nam thủ đô Moskva.

## Đặc điểm
Thiết kế của Ka-52 dựa trên phiên bản trực thăng Ka-50, với mức độ tương đồng vào khoảng 85%.
Trong khi Ka-50 là trực thăng một chỗ ngồi, Ka-52 bố trí một buồng lái hai chỗ xếp bênh cạnh nhau, và có thể được điều khiển bởi bất cứ thành viên nào trong hai phi công ngồi trong buồng lái. So với Ka-50, phần mũi của Ka-52 rộng hơn, do mức độ bọc giáp ở buồng lái giảm đi và do phần mũi là nơi lắp đặt một số thiết bị điện tử, radar. Giống như Ka-50, Ka-52 sử dụng hai cánh quạt quay ngược chiều nằm trên cùng một trục; thiết kế này giúp cho trực thăng có tính cơ động rất cao, dễ dàng di chuyển trong không gian chật hẹp hoặc nhanh chóng chiếm lấy vị trí tác chiến có lợi cho mình. Hai động cơ turbine trục VK-2500 công suất 1863 kW với hệ thống điều khiển số toàn quyền (FADEC) giúp cho trực thăng có thể bay cao 5000 mét (trần bay tĩnh khoảng 4000 mét) và có thể cất hạ cánh trong khí hậu nóng hay ở khu vực có độ cao lớn. Trực thăng cũng có thể hoạt động trong điều kiện trời lạnh hoặc buốt giá. Khoang nhiên liệu được làm từ các vật liệu chống nổ.
Tuy nhiên, việc bố trí hai buồng lái ngồi song song khiến tính khí động học của thiết kế máy bay giảm đi rõ rệt, và choán chỗ số đạn dược trong máy bay. Vì vậy, để khối lượng và khả năng tác chiến ngang bằng với Ka-50, thiết kế của Ka-52 đã hy sinh một số ưu điểm, thí dụ như giảm số đạn của súng chính và giảm mức độ bọc giáp, ví dụ như số đạn pháo 30mm bị giảm từ 470 viên xuống chỉ còn 240 viên. Khả năng bay của Ka-52 đã bị giảm đi so với Ka-50, ví dụ như tốc độ nâng hạ độ cao giảm từ 10 m/s xuống còn 8 m/s, sức nâng tải trọng G tối đa giảm từ 3,5g xuống còn 3g, và trần bay giảm từ 4000 mét xuống còn 3600 mét.
Ka-52 được trang bị ghế phóng thoát hiểm K-37-800M cho cả hai phi công.

### Thiết bị điện tử
Màn hình hiển thị của Pháp, radar "Arbalet" (nghĩa là "chiếc nỏ") đặt ở đầu mũi của trực thăng có thể hoạt động hiệu quả trong ngày lẫn đêm và các điều kiện môi trường bất lợi, kể cả trường hợp gặp phải nhiễu điện-từ vô tuyến. Radar này sẽ cung cấp cho phi công một bản đồ tổng thể về địa hình của khu vực tác chiến, giúp phi công nhanh chóng nhận diện được các mục tiêu cũng như các vùng nhiễu loạn, ẩm ướt, có hại cho việc tác chiến. Konkern cũng sản xuất dòng thiết bị tích hợp hình ảnh và định vị bằng laser mang tên "Okhotnik" ("Thợ săn"), dùng cho các tên lửa định vị Vikhir và Ataka, có khả năng cùng lúc khóa 2 mục tiêu khác nhau. Ngoài ra, Ka-52 cũng sử dụng một hệ thống lái tự động mang tên hiệu là SAU-800.
Đặt phía trên buồng lái và phía dưới mũi trực thăng là hai "tháp" hình quả cầu chứa thiết bị nhìn ngày-đêm bằng hồng ngoại "Samshit", có khả năng "nhìn" trong tình trạng ánh sáng bình thường và ánh sáng yếu. Hệ thống Samshit bao gồm thiết bị nhìn hồng ngoại, thiết bị đo khoảng cách bằng la-de và thiết bị xác định mục tiêu, giúp cho phi công có thể "khóa" và "theo dõi" mục tiêu thông qua các thông tin hiện trên màn ảnh. Vào ban ngày và thời tiết tốt, tầm nhìn của hệ thống "Samshit" là khoảng 15 cây số. Thiết bị điện tử tích hợp vào Ka-52 làm giảm đáng kể mức độ hiện diện của nó trước kẻ địch.
Ka-52 có thiết kế tích hợp một số đặc điểm tàng hình và trang bị thiết bị gây nhiễu điện tử/hồng ngoại, các thiết bị cảnh báo bằng la-de Pastel (L150) RWR, Mak (L136) IR và Otklik (L140), và thiết bị phóng bụi gây nhiễu UV-26 trên đầu cánh nhằm làm nhiễu các tên lửa phòng không.
Ka-52 sử dụng một buồng lái màn hình hiển thị (glass cockpit) bao hàm một hệ thống máy tính số đa tầng, thiết bị hiển thị thông tin trên kính chắn gió (head-up display), 4 màn hình SMD 66 đa chức năng (2 màn hình màu và 2 màn hình đơn sắc), thiết bị hiển thị thông tin gắn trên mũ phi công "Topovl", thiết bị khuếch đại cường độ hình ảnh, thiết bị thu nhận thông tin từ GPS. Hệ thống bus đa thành phần có khả năng điều khiển việc lái, định hướng và phối hợp hệ thống vũ khí. Buồng lái Ka-52 cũng có ra-đa xác định tọa độ FAZOTRON, hệ thống định vị và tấn công dành cho trực thăng (NASH), hệ thống định hướng Nadir 10. Những thiết bị này giúp phi công có thể điều chỉnh chế độ lái tự đông cho trực thăng trong điều kiện chiến trường.
Từ tháng 9 năm 2012, công ty Thiết kế Ramenskoye trở thành đối tác cung cấp các thiết bị điện tử cho trực thăng Ka-52 trong thời gian 2013-2020.

### Thông số kỹ thuật
Nguồn dẫn: trang mạng chính thức của công ty mẹ Vertoroly Rossii
- Đội bay: 2 người (người lái và người điều khiển vũ khí)
- Chiều dài: 16 m
  - Chiều dài thân máy bay: 14,2 m
- Sải cánh: 2x 7,3 m
- Chiều cao: 5 m
- Chiều dài cánh quạt: 7,3 m
- Trọng lượng rỗng: 7700 kg
- Trọng lượng cất cánh tối đa: 9800 kg
  - Trọng lượng nhiên liệu: 1.487 kg (có thể thêm 1.732 kg chứa trong 4 khoang nhiên liệu phụ 500 lít)
- Động cơ: 2 động cơ tuốc bin trục TB3-117 phiên bản VK-2500 do công ty Klimov sản xuất
- Công suất:
  - 2 x 2.400 mã lực (cất cánh)
  - 2 x 1.750 mã lực (bay tiết kiệm xăng)
  - 2 x 2.700 mã lực (bay nhanh)
- Tốc độ cực hạn: 350 km/h
- Tốc độ tối đa: 300 km/h
- Tốc độ khi bay tiết kiệm xăng: 260 km/h
- Tầm tác chiến: 460 km
- Tầm hoạt động: 1.160 km
- Trần bay động: 5.500 m
- Trần bay tĩnh: 4.000 m
- Tốc độ lên cao: 12 m/s
- Sức tải tối đa: + 3,5 g

### Vũ khí

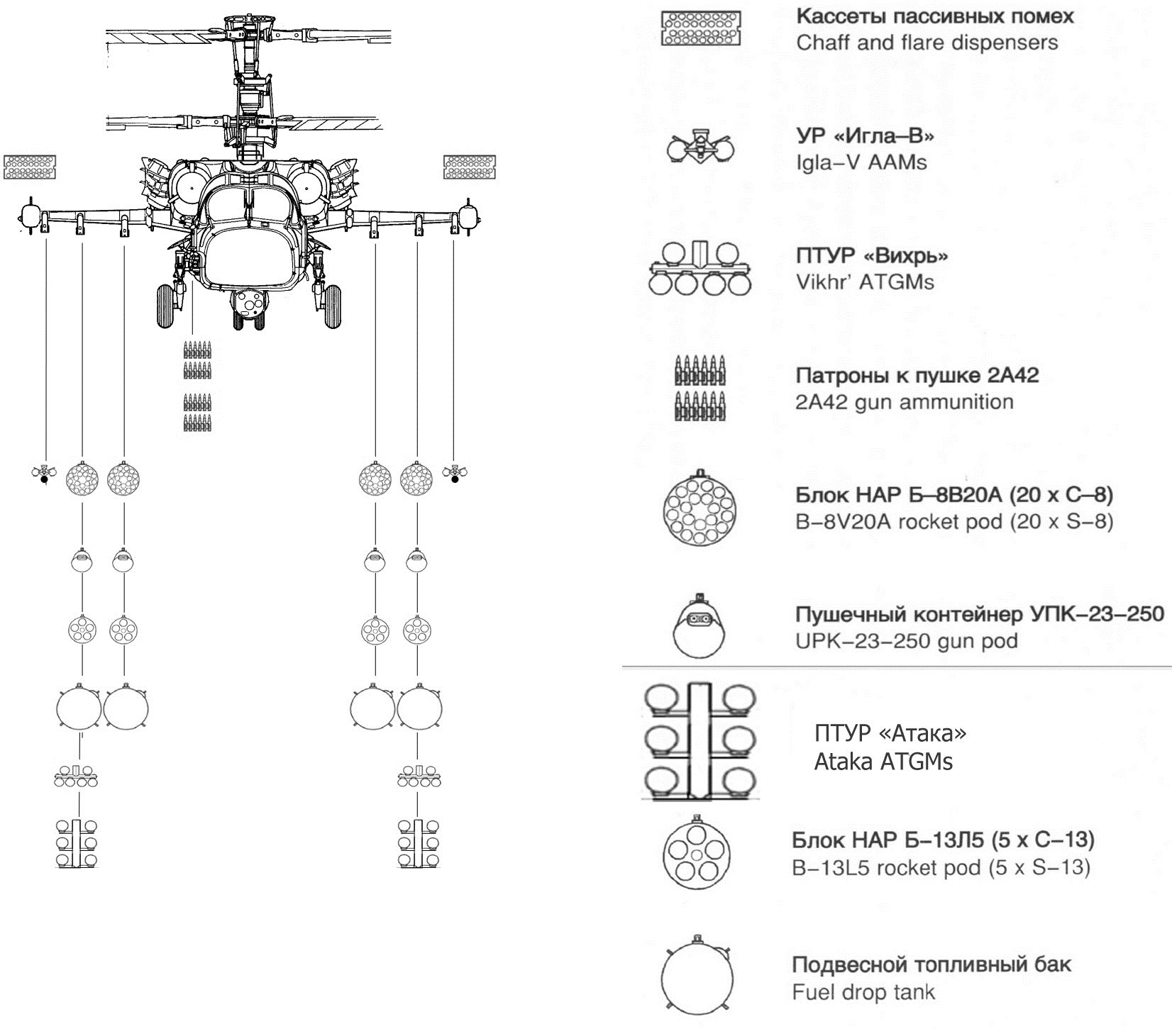
Các loại vũ khí trên Ka-52

- 1 pháo liên thanh tự động 30 ly Shipunov 2A42, cơ số đạn 240 viên, có thể tùy chỉnh loại đạn dược và tốc độ bắn
- 6 điểm treo vũ khí với tải trọng tổng cộng 2.000 kg
  - 4 x 6 tên lửa không đối đất chống tăng Vikhir-1 hay Shturm-BU,[38] định vị bằng la-de, đa kênh bán tự động[35]
  - 2 x 2 tên lửa định vị không đối không Igla-V
  - 4 x 20 tên lửa không định vị S-8 80 ly hoặc 4 x 5 tên lửa không định vị S-13 130 ly

Hệ thống vũ khí trên trực thăng Ka-52 bao hàm một súng tự động 30 ly 2A42 với cơ số đạn 460 viên và các tên lửa, bom khác gắn trên 6 giá treo vũ khí ở 2 cánh, với tổng tải trọng vũ khí lên đến 2.000 kg. Ka-52 có thể mang tên lửa chống tăng 9K121 Vikhir định vị bằng la-de hoặc 9M120 Ataka-V định vị bằng rađa SACLOS, tên lửa định vị phòng không Igla-V, cũng như các tên lửa không định vị đường kính 80 ly hoặc 130 ly. Tên lửa Vikhir do phòng thiết kế Tula phát triển, có khối lượng 42 kg và đầu đạn xuyên giáp bằng thuốc nổ mạnh (HEAT) liều kép, có tầm bắn lên tới 8 cây số và khả năng xuyên thủng giáp tương đương 900mm thép đồng chất. Tên lửa phòng không Igla-V là một phiên bản phụ của dòng tên lửa vác vai phòng không Igla-1 do phòng thiết kế công trình-cơ khí Kolomna (KBM) phát triển, sử dụng hệ thống định vị nhiệt, khối lượng 10,7 kg với đầu đạn nặng 1,27 kg, có thể tấn công các mục tiêu trong độ cao từ 10-3.500 mét và vận tốc từ 0 đến 1.440 cây số/giờ, tầm bắn từ 800 đến 5.200 mét.
Ka-52 có khả năng hoạt động liên tục trong thời gian chỉ có 1 giờ 40 phút trong khi khả năng hoạt động liên tục của AH-64 Apache là 3 giờ 9 phút còn Eurocopter Tiger của Pháp - Đức kéo dài 3 giờ 25 phút. Đây là một điểm hạn chế rất lớn nếu Ka-52 phải bay liên tục để tìm kiếm vị trí của đối phương, hay chi viện hỏa lực cường độ cao.

## Các phiên bản
- Ka-52: phiên bản nguyên thủy.
- Ka-52K: phiên bản nâng cấp trang bị cho Hải quân Nga[1][40]. Có cánh quạt và cánh cứng treo vũ khí gập được, cải tiến về bánh đáp, và tăng cường các biện pháp chống ăn mòn.[41]
- Ka-52A: phiên bản xuất khẩu.[42]
- Ka-52M: phiên bản hiện đại hóa dành cho Không quân Nga.

## Quốc gia sử dụng
- Nga
- Ai Cập